# Sjöared
Sjöared og Sjöaryd er to sammenkoblede landsbyer på grænsen mellem Halland og Småland. Den hallandske Sjöared ligger i den østlige del af Laholms kommun, mens den smålandske Sjöaryd ligger i den vestlige del af Markaryds kommun. 
En mindesten blev i 1925 rejst mellem Sjöared og Sjöaryd til erindring om freden i Knäred den 20. januar 1613 mellem Danmark og Sverige.
Endelsen -red eller -ryd modsvarer på hallandsk, henholdsvis smålandsk, den danske -rød, og hentyder altså til en rydning i skoven.
56°30′43.52″N 13°27′49.05″Ø / 56.5120889°N 13.4636250°Ø